# Бухарестський саміт НАТО 2008
Бухарестський саміт НАТО 2008 або 20-й саміт країн-членів НАТО відбувся 2-4 квітня 2008 року в Бухаресті (Румунія). На порядку денному стояли питання про визнання Косова, військові дії в Афганістані, розширення Альянсу, шляхом приєднання до нього Хорватії, Албанії та Македонії, а також приєднання до ПДЧ України та Грузії. У пресі це зібрання охрестили «самітом великих надій» і «великих скандалів».
За інформацією російської газети «Коммерсант», на цьому саміті президент Росії Володимир Путін висловив думку Джорджові Бушу, що «Україна — це навіть не держава!», і натякнув, що у випадку вступу України до НАТО, Росія може розпочати відторгнення Криму та Східної України. Шість років по тому розпочалася Російська збройна агресія проти України.